# Robert Pollok
Robert Pollok, född 19 oktober 1798 i Renfrewshire, död 15 september 1827 i Southampton, var en skotsk skald.
Pollock författade på blankvers en lång religiös lärodikt, Course of Time (10 böcker, 1827; 25:e upplagan 1867). 